# Robyn
Robin Miriam Carlsson (Estocolm, Suècia; 12 de juny de 1979), més coneguda com a Robyn, és una cantant, compositora i productora discogràfica sueca amb fama en el continent europeu.
Va aconseguir gran reconeixement a mitjans del noranta amb «Do You Know (What It Takes)», primer senzill del seu àlbum debut Robyn is Here, pel qual va rebre una certificació d'or per part de la Recording Industry Association of America (RIAA). La seva popularitat va créixer notablement en 2007 amb «With Every Heartbeat», extret del seu àlbum Robyn, el qual va aconseguir el top 10 en les llistes d'èxits d'alguns països d'Europa i els Estats Units.
En 2010 va llançar la destacada producció Body Talk, un àlbum d'estudi publicat en tres volums amb senzills com «Dancing on My Own» i «Call Your Girlfriend», els quals van ser nominats al Grammy en la categoria de millor enregistrament Dance en 2011 i 2012, respectivament.

## Biografia
Encara que la seva carrera musical va començar en la dècada de 1990, Robyn ja va realitzar un parell d'enregistraments per a programes infantils de televisió amb sol 12 anys. La seva descobridora va ser la cantant sueca Meja, que va decidir convertir-se en la seva primera representant mitjançant un acord amb els seus pares. Després d'acabar l'educació secundària, Robyn va signar amb la discogràfica Ricochet Records Sweden, subsidiària de BMG.
Amb setze anys, i després del llançament de dos senzills previs (You've got that somethin i Do you really want me - show respect), Robyn va publicar el seu primer àlbum amb RCA el 1996, titulat Robyn is here. El disc va aconseguir unes bones vendes al mercat suec i el nord-americà. Robyn també va gosar a compondre una cançó pel Melodifestivalen 1997, titulada Du gör mig hel igen. El tema, que va interpretar Cajsalisa Ejemyr, va acabar en quarta posició. Aquest mateix any la cantant aconsegueix sonar al mercat britànic i en el nord-americà, amb Show me love i Do you know (what it takes).
Després d'aquest àlbum, Robyn va publicar el 1999 el segon, de títol My truth. En ell es va mostrar un canvi d'estil musical que va quallar al seu país, on va obtenir la segona posició en vendes amb el seu senzill Electric. No obstant això, la companyia RCA va decidir no publicar-ho als Estats Units perquè van considerar que el nou estil de Robyn no aconseguiria vendre al mercat nord-americà. A partir d'aquest any Robyn també començaria a col·laborar amb altres artistes, com els suecs Christian Falk i el raper Petter Askergren.
Després de la polèmica amb RCA, Robyn va decidir canviar de segell dins de BMG i va passar a publicar el seu tercer àlbum, Don't stop the music, amb Jive Records. El tercer disc va sortir només a Suècia el 2002, encara que diversos senzills van ser publicats per al mercat europeu. Després de tornar a tenir disputes amb la discogràfica, ja que la sueca volia canviar de registre en els seus nous treballs, Robyn va decidir abandonar BMG per fundar la seva pròpia discogràfica el 2005: Konichiwa Records.
Amb el seu nou segell, Robyn va realitzar una evolució cap a sons electropop i va decidir comptar amb múltiples col·laboracions, com The Knife o Teddybears STHLM, per publicar el seu quart àlbum: Robyn. Aquest disc, que el seu single de llançament va ser Be Mine!, va obtenir la primera posició en vendes de Suècia així com bones crítiques, i té influències de diversos estils com l'electrònica o el rap entre uns altres. Amb ell, va poder aconseguir tres premis dels Grammy Suecs en 2006 a millor àlbum, millor compositor i millor cantant pop femenina. També va realitzar diverses col·laboracions, com el tema Hey U del grup Basement Jaxx.
Durant 2006 i 2007 Robyn va publicar diversos EP amb nou material i una revisió de Robyn, que incloïa nous temes. Entre ells, està el seu senzill With every heartbeat, en col·laboració amb Kleerup, que li va valer reconeixement i vendes a nivell internacional. El seu èxit va fer que la discogràfica que dirigia, Konichiwa Records, signés un acord de distribució internacional amb Universal Music. A Regne Unit, els seus discos van ser publicats per Island Records. El 2008, va ser la telonera de Madonna durant la seva gira als Estats Units i diverses ciutats europees.
El 2009 va anunciar la seva intenció de llançar un nou àlbum amb la producció de Kleerup i Klas Åhlund. Aquest any col·labora amb Röyksopp en el segon senzill del seu disc Junior, anomenat The girl and the robot. El seu àlbum Robyn va ser nominat en 2009 al Grammy en la categoria de "millor disc d'electrònica", però no va ser premiat.
El març de 2010 va estrenar al seu web oficial (www.robyn.com) un fragment de "Fembot" com a presentació del projecto "Body Talk": una trilogia d'EP durant aquest any que culminaria a la fi d'aquest amb una recopilació selectiva de les tres parts llançades en un LP homònim. Pesi a l'estrena de l'era "Body Talk" amb el tema "Fembot", va ser "Dancing on my Own" l'encarregat de promocionar la primera part del projecte, aconseguint el núm. 1 a Suècia i aconseguint el TOP5 en diferents llistes dels Estats Units, Regne Unit i Dinamarca. La segona part del projecte va ser sustentada a nivell promocional amb "Hang With Me", i la 3a parteix amb "Indestructible", on també es troba "Call Your Girlfriend", culminant amb la promoció de "Body Talk" a l'abril de 2011 i aconseguint el núm.1 del Hot Dance Club Songs de Billboard als Estats Units, sent, juntament amb "Dancing On My Own", dos dels temes de major repercussió per a la seva carrera discogràfica en aquest treball.
En el segon semestre del 2010 va participar breument en 7° capítol de la quarta temporada de la sèrie nord-americana Gossip Girl interpretant el tema "Dancing on my own".

### Àlbums amb Konichiwa Records
Des que Robyn va fundar la seva discogràfica (Konichiwa Records) en 2005 ha tret al mercat 6 àlbums: Robyn, BodyTalk Pt. 1, Body Talk Pt. 2, Body Talk Pt. 3, Body Talk i Love Is Free.

### 2009–present:Body Talk,Do It AgainiLove Is Free
Com el seu nom ho diu és la primera part de Body Talk. Va sortir a la venda el 14 de juny de 2010. Ho va gravar entre 2009 i 2010. En total són 8 cançons i dura 30 minuts amb 33 segons. Només va tenir un senzill, Dancing On My Own, i Dancehall Queen només va ser promocional.
En 2014, Robyn va anunciar el gira Do It Again Tour al costat del duo noruec Röyksopp. A més es van unir per al llançament d'un mini-àlbum col·laboratiu titulat Do It Again. Es va llançar el 26 de maig a través de Don Triumph, Wall of Sound, i Cooking Vinyl. El 25 d'abril de 2014, va ser precedit pel senzill del mateix nom, "Do It Again", aconseguint ingressar en les llistes del Regne Unit i Suècia.
En aquest mateix any Robyn va col·laborar en l'àlbum Blank Project de la cantant sueca Neneh Cherry a la cançó "Out of the Black".
En 2015 va formar un projecte musical anomenat La Bagatelle Magique al costat del teclista Markus Jägerstedt, i el productor Christian Falk amb el qual van llançar el EP Love Is Free.

## Vida personal
És filla de dos actors suecs, Wilhelm Carlsson i Maria Ericson y educada en un ambient creatiu i artístic, ella es va involucrar en l'actuació a l'edat de 9 anys, amb un paper com a extra en Kronbruden en el teatre suec Dramàtic. Robyn té un germà anomenat Jac, i una germana anomenada Effie.
Després del llançament del seu segon àlbum el 1999, My Truth, Robyn es va convertir en ambaixadora d'UNICEF i va visitar, entre altres països, Kenya i Tanzània. Durant els seus dos anys de dedicació a aquesta missió, pretén cridar l'atenció sobre UNICEF i el seu treball a tot el món per als nens que necessiten ajuda. El 2000, Povel Ramel li va atorgar el Karamelodiktstipendiet, una beca pels seus assoliments musicals pels quals la major part de la recompensa es troba en el prestigi i l'honor, en lloc d'incentius financers.
Ella va estar compromesa amb l'especialista en arts marcials i artista Olof Inger, fins a 2011. La parella va començar a sortir el 2003. Ara està compromesa amb el càmera Max Vitali, referint-se a ell en una entrevista de 2013 a la revista Col·lecció D'Estil com el seu promès. "Ens vam fer amics quan vam fer el video de 'Be Mine" va explicar, "i ara treballem molt junts. Ell va fer tots els vídeos per al meu últim àlbum" (Body Talk).

## Discografia

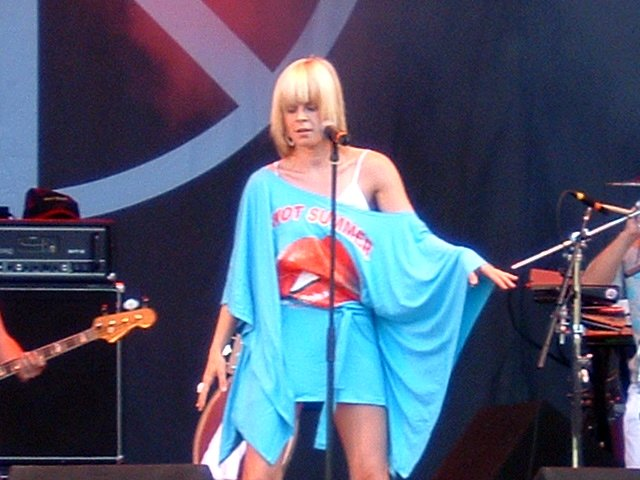
Robyn l'any 2003.

### Àlbums
Àlbums d'estudi:
- 1996: Robyn Is Here
- 1999: My Truth
- 2002: Don't Stop The Music
- 2006: Robyn
- 2010: Bodi Talk
- 2018: Honey

Cançons Llargues:
- 2006: The Rakamonie
- 2009: The Cherrytree Sessions
- 2010: Body Talk Pt. 1
- 2010: Body Talk Pt. 2
- 2010: Body Talk Pt. 3
- 2014: Do It Again (amb Röyksopp)
- 2015: Love Is Free (amb La Bagatelle Magique)
- 2018: Honey

### Senzills
| Any                                                                       | Títol                                                        | Posicions     | Posicions     | Posicions     | Posicions     | Posicions     | Posicions     | Posicions     | Posicions     | Posicions     | Posicions     | Posicions     | Certificacions                      |               |               |
| Any                                                                       | Títol                                                        | SUE           | BEL           | DEN           | ALE           | IRL           | HOL           | NOR           | SUI           | R.U.          | EUA           | EUA Dance     | Certificacions                      |               |               |
| Robyn Is Here                                                             | Robyn Is Here                                                | Robyn Is Here | Robyn Is Here | Robyn Is Here | Robyn Is Here | Robyn Is Here | Robyn Is Here | Robyn Is Here | Robyn Is Here | Robyn Is Here | Robyn Is Here | Robyn Is Here | Robyn Is Here                       | Robyn Is Here | Robyn Is Here |
| ------------------------------------------------------------------------- | ------------------------------------------------------------ | ------------- | ------------- | ------------- | ------------- | ------------- | ------------- | ------------- | ------------- | ------------- | ------------- | ------------- | ----------------------------------- | ------------- | ------------- |
| 1995                                                                      | «You've Got That Somethin'»                                  | 24            | —             | —             | 85            | —             | —             | —             | —             | 54            | —             | —             |                                     |               |               |
| 1995                                                                      | «Do You Really Want Me (Show Respect)»                       | 2             | —             | —             | —             | —             | —             | 7             | —             | 20            | —             | —             | - SUE: Or                           |               |               |
| 1996                                                                      | «Do You Know (What It Takes)»                                | 10            | —             | —             | —             | —             | 82            | —             | —             | 26            | 7             | —             | - EUA: Or                           |               |               |
| 1997                                                                      | «Show me Love»                                               | 14            | 62            | —             | 70            | —             | 27            | —             | —             | 8             | 7             | —             | - EUA: Or                           |               |               |
| My Truth                                                                  |                                                              |               |               |               |               |               |               |               |               |               |               |               |                                     |               |               |
| 1999                                                                      | «Electric»                                                   | 6             | —             | —             | —             | —             | —             | —             | —             | —             | —             | —             | - SUE: Or                           |               |               |
| 1999                                                                      | «Play»                                                       | 31            | —             | —             | —             | —             | —             | —             | —             | —             | —             | —             |                                     |               |               |
| 1999                                                                      | «My Only Reason»                                             | 53            | —             | —             | —             | —             | —             | —             | —             | —             | —             | —             |                                     |               |               |
| Don't Stop the Music                                                      |                                                              |               |               |               |               |               |               |               |               |               |               |               |                                     |               |               |
| 2002                                                                      | «Keep This Fire Burning»                                     | 3             | 22            | 7             | —             | —             | 52            | 19            | —             | —             | —             | —             | - SUE: Or                           |               |               |
| 2003                                                                      | «Don't Stop the Music»                                       | 7             | 43            | —             | —             | —             | 85            | 19            | —             | —             | —             | —             |                                     |               |               |
| Robyn                                                                     |                                                              |               |               |               |               |               |               |               |               |               |               |               |                                     |               |               |
| 2005                                                                      | «Be Mine!»                                                   | 3             | 73            | —             | 59            | 35            | —             | 13            | 65            | 10            | —             | —             | - SUE: Or                           |               |               |
| 2005                                                                      | «Who's That Girl»                                            | 37            | —             | —             | —             | —             | —             | —             | —             | 26            | —             | —             |                                     |               |               |
| 2007                                                                      | «With Every Heartbeat» (amb Kleerup)                         | 23            | 8             | 7             | 38            | 15            | 7             | —             | 61            | 1             | —             | 5             | - R.O: Plata - DIN: Or              |               |               |
| 2007                                                                      | «Konichiwa Bitches»                                          | —             | —             | —             | —             | —             | —             | —             | —             | 98            | —             | —             |                                     |               |               |
| 2007                                                                      | «Handle Em»                                                  | —             | 36            | —             | 86            | 47            | 67            | —             | —             | 17            | —             | 5             |                                     |               |               |
| Body Talk Pt. 1                                                           |                                                              |               |               |               |               |               |               |               |               |               |               |               |                                     |               |               |
| 2010                                                                      | «Dancing on My Own»                                          | 1             | 25            | 2             | 67            | 82            | —             | 6             | —             | 8             | 113           | 3             | - R.O: Plata - SUE: Or - DIN: Platí |               |               |
| Body Talk Pt. 2                                                           |                                                              |               |               |               |               |               |               |               |               |               |               |               |                                     |               |               |
| 2010                                                                      | «Hang with Me»                                               | 2             | 53            | 11            | 68            | —             | —             | 7             | —             | 54            | —             | 10            | - SUE: Or - DIN: Or                 |               |               |
| Body Talk                                                                 |                                                              |               |               |               |               |               |               |               |               |               |               |               |                                     |               |               |
| 2010                                                                      | «Indestructible»                                             | 4             | 23            | 13            | 56            | —             | —             | —             | —             | 171           | —             | —             | - SUE: Or - DIN: Or                 |               |               |
| 2011                                                                      | «Call Your Girlfriend»                                       | 43            | 58            | 18            | —             | —             | —             | —             | —             | 55            | —             | 1             |                                     |               |               |
| 2013                                                                      | «O Should Know Better»(amb Snoop Dogg)                       | —             | —             | —             | —             | —             | —             | —             | —             | —             | —             | —             |                                     |               |               |
| Do It Again                                                               |                                                              |               |               |               |               |               |               |               |               |               |               |               |                                     |               |               |
| 2014                                                                      | «Do It Again» (amb Röyksopp)                                 | 16            | 52            | 18            | —             | 91            | 65            | —             | —             | 75            | —             | 1             |                                     |               |               |
| Love Is Free                                                              |                                                              |               |               |               |               |               |               |               |               |               |               |               |                                     |               |               |
| 2015                                                                      | «Love Is Free»(al costat de la Bagatelle Magique amb Maluca) | —             | —             | —             | —             | —             | —             | —             | —             | —             | —             | 3             |                                     |               |               |
| 2015                                                                      | «Set Me Free»(al costat de la Bagatelle Magique)             | —             | —             | —             | —             | —             | —             | —             | —             | 174           | —             | —             |                                     |               |               |
| "—" significa que la cançó no va entrar o no es va llançar en aquest país |                                                              |               |               |               |               |               |               |               |               |               |               |               |                                     |               |               |

Com a artista convidada
| Any  | Títol                                                        | Posició | Posició | Posició | Posició | Àlbum               |
| Any  | Títol                                                        | SUE     | BEL     | NOR     | R.O.    | Àlbum               |
| ---- | ------------------------------------------------------------ | ------- | ------- | ------- | ------- | ------------------- |
| 2006 | «Dream On» (Christian Falk amb Robyn & Ona Salo)             | 42      | 53      | —       | 29      | People Say          |
| 2006 | «This One's for You» (Fleshquartet amb Robyn)                | —       | —       | —       | —       | Voices of Eden      |
| 2008 | «Sexual Eruption (Remix)» (Snoop Dogg amb Robyn)             | 4       | —       | —       | —       | Senzill sense àlbum |
| 2009 | «The Girl and the Robot» (Röyksopp amb Robyn)                | 25      | —       | 2       | —       | Junior              |
| 2010 | «Caesar» (I Blame Coco amb Robyn)                            | —       | —       | —       | —       | The Constant        |
| 2011 | «Cardiac Arrest» (Teddybears amb Robyn)                      | —       | —       | —       | —       | Devil's Music       |
| 2011 | «Never Will Be Mine» (Rye Rye amb Robyn)                     | —       | —       | —       | —       | Ryeot PowRR         |
| 2013 | «Go Kindergarten» (The Lonely Island amb Robyn )             | —       | —       | —       | —       | The Wack Album      |
| 2014 | «Out of the Black» (Neneh Cherry amb Robyn)                  | —       | —       | —       | —       | Blank Project       |
| 2014 | «Monument (The Inevitable End Version)» (Röyksopp amb Robyn) | —       | 84      | —       | —       | The Inevitable End  |
| 2015 | «Who Do You Love?» (Kindness amb Robyn )                     | —       | —       | —       | —       | Otherness           |

Senzills promocionals
| Any  | Títol                              | Millors posicions | Millors posicions | Àlbum                |
| Any  | Títol                              | SUE               | NOR               | Àlbum                |
| ---- | ---------------------------------- | ----------------- | ----------------- | -------------------- |
| 1996 | «Don't Want You Back»              | —                 | —                 | Robyn Is Here        |
| 1999 | «Good Thang»                       | —                 | —                 | Sense àlbum          |
| 2000 | «Main Thing»                       | —                 | —                 | My Truth             |
| 2002 | «Blow My Mind»                     | —                 | —                 | Don't Stop the Music |
| 2003 | «O Baby»                           | —                 | —                 | Don't Stop the Music |
| 2008 | «Cobrastyle»                       | 17                | —                 | Robyn                |
| 2010 | «Fembot»                           | 3                 | 10                | Body Talk Pt. 1      |
| 2010 | «Dancehall Queen»                  | 56                | —                 | Body Talk Pt. 1      |
| 2010 | «None of Dem» (amb Röyksopp)       | —                 | —                 | Body Talk Pt. 1      |
| 2010 | «Love Kills»                       | 35                | —                 | Body Talk Pt. 1      |
| 2010 | «Don't Fucking Tell Me What to Do» | —                 | —                 | Body Talk Pt. 1      |
| 2014 | «Sayit» (amb Röyksopp)             | —                 | —                 | Do It Again          |
| 2014 | «Monument» (amb Röyksopp]          | —                 | —                 | Do It Again          |